# James Guthrie (produtor musical)
James Guthrie (nascido em 14 de novembro de 1953) é um produtor musical britânico, mais conhecido pelo seu trabalho com a banda Pink Floyd. Guthrie foi engenheiro de som e produtor de vários álbuns do Pink Floyd, entre eles The Wall (1979) e The Final Cut (1983), e, consequentemente, trabalhado com a banda e com seus membros, de alguma forma ou de outra, em todos os seus futuros projetos.
Ele também supervisionou a remasterização do catálogo do Pink Floyd (recebendo três prêmios da Surround Music Awards por sua remasterização 5.1 do 30° aniversário de edição do álbum The Dark Side of the Moon, em 2003) e remasterizou também o álbum solo do guitarrista do Pink Floyd, David Gilmour. Ele recebeu um Grammy por seu trabalho (engenheiro) no álbum The Wall, de 1980, e um British Academy of Film and Television Arts award pelo melhor som de filme (The Wall (filme), do Pink Floyd) em 1982.[carece de fontes?]
Guthrie também assinou a produção de álbuns de artistas e bandas como Judas Priest, Kate Bush, Queensrÿche e Toto. Além disso, também esteve envolvido na parte técnica de projetos de músicos como Madonna, Chicago, Carpenters e Alison Krauss.